# Parque nacional Seoraksan
El Parque nacional Seoraksan (en coreano: 설악산국립공원) es un área protegida que está en la lista tentativa del gobierno de Corea del Sur,  como Patrimonio de la Humanidad de la UNESCO. El gobierno coreano designó el área como una reserva natural en 1965 y la UNESCO designó el área como Reserva de la Biosfera en 1982. También fue el primer parque nacional de Corea en ser designado en virtud de la Ley de Parques Nacionales en 1970. Situado en el este y el centro de la península de Corea, la reserva abarca Injegun, Yanyanggun y Sokchosi. Es una de las atracciones más populares para los turistas y los amantes de la naturaleza en Corea. La Reserva Natural de Soraksan es valiosa por su belleza natural y la flora y la fauna.

La reserva natural abarca un área de 163,6 kilómetros cuadrados y tiene muchos picos altos notables que miden más de 1.200 metros sobre el nivel del mar, incluyendo el pico más alto de Soraksan, Daecheongbong, que tiene una altitud de 1.708 metros.

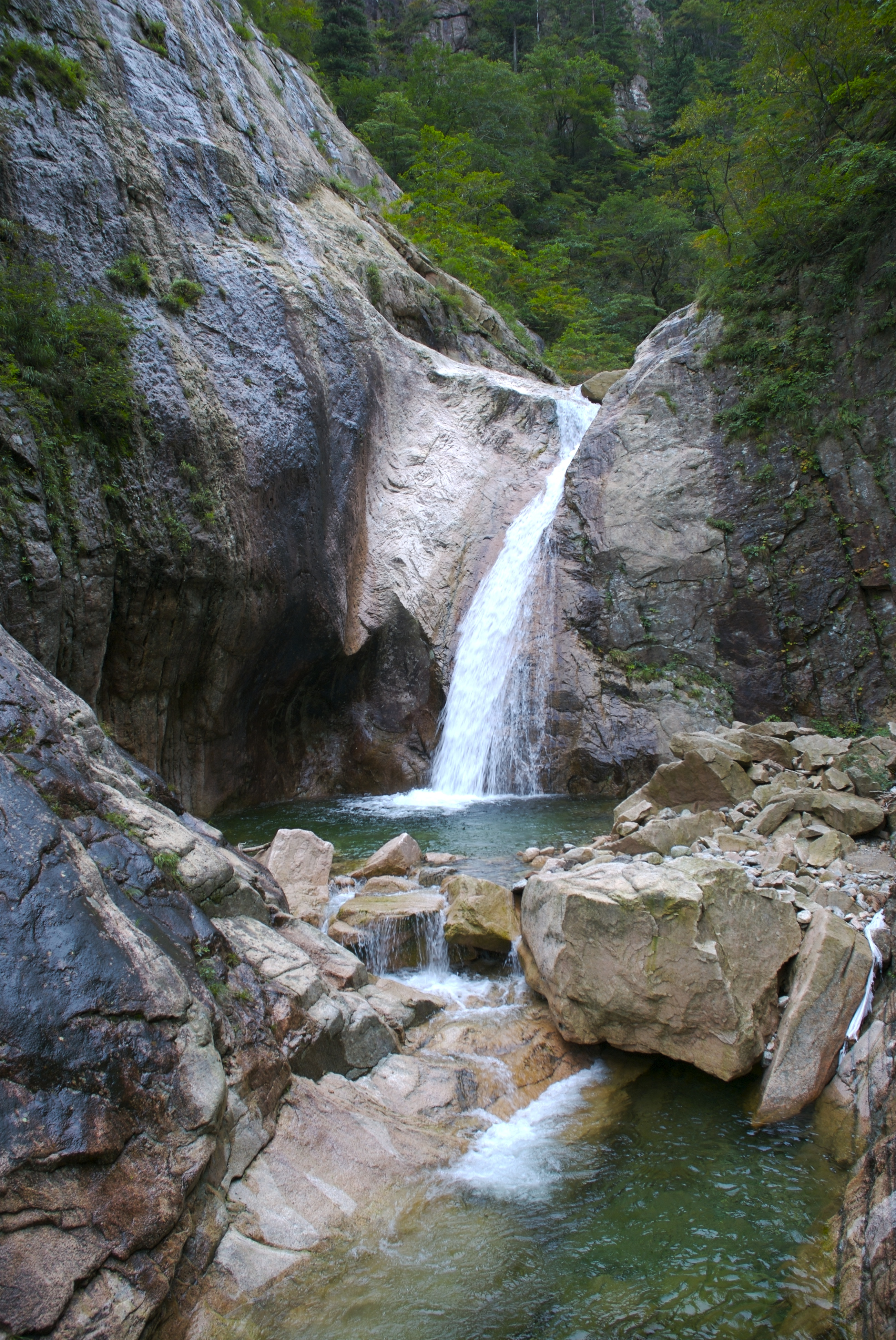
Catarata de Cheondang.
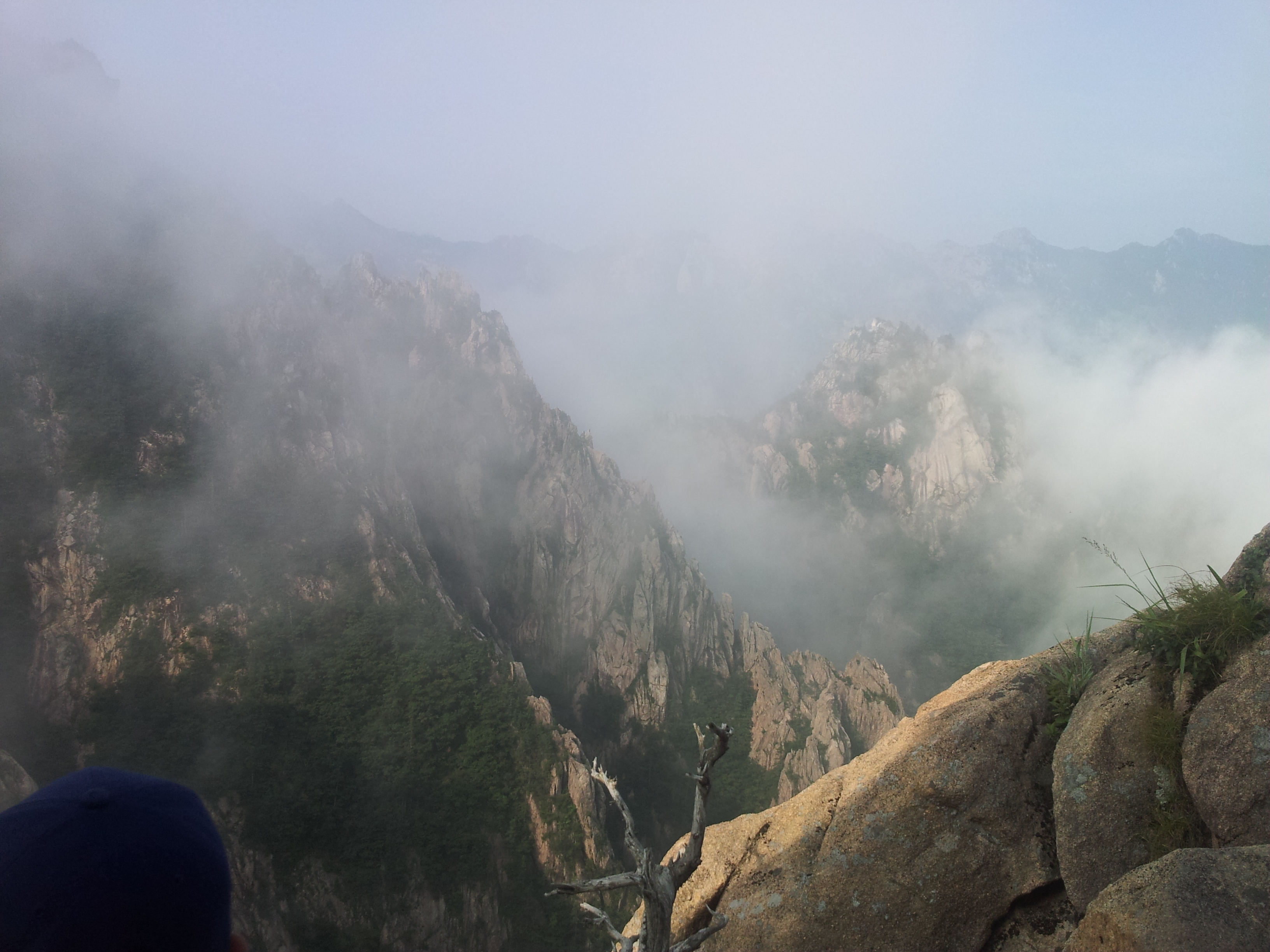
Vista desde la montaña.
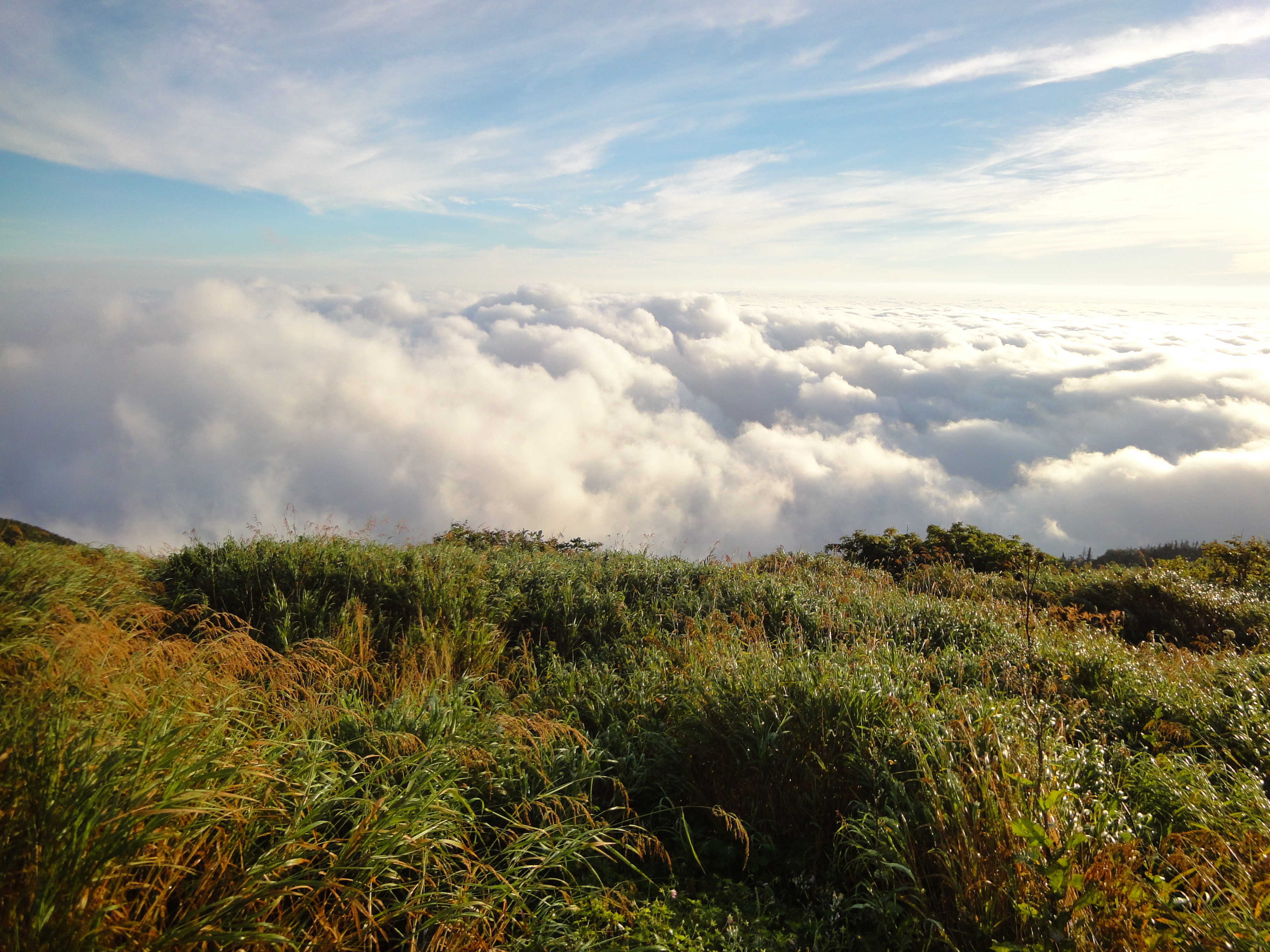